# Scissurella apudornata
Scissurella apudornata is een uitgestorven slakkensoort uit de familie van de Scissurellidae. De wetenschappelijke naam van de soort is voor het eerst geldig gepubliceerd in 1935 door Laws.